# Air Timor
Air Timor (ehemals Austasia Airlines) war eine virtuelle Fluggesellschaft mit Sitz in Dili (Osttimor). Das Unternehmen besaß kein Air Operator Certificate und beauftragte andere Fluggesellschaften mit der Durchführung des Flugbetriebs. Präsident der Gesellschaft war Francisco Oliveira.

## Geschichte

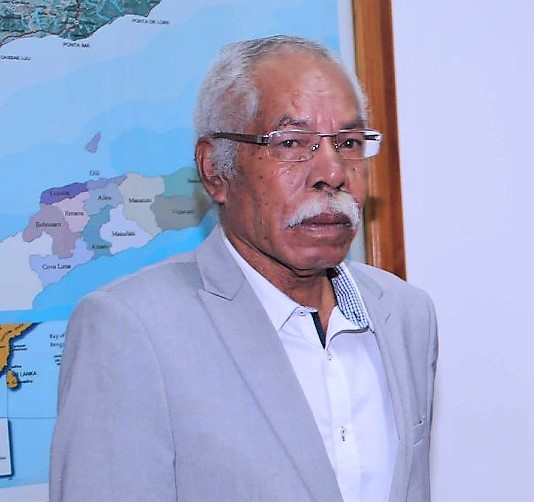
Francisco Oliveira, Präsident der Air Timor (2019)

Air Timor wurde als Austasia Airlines gegründet. Zwischen 2001 und 2007 bediente sie als Charterlinie Strecken zwischen Australien und Indonesien. 2007 wurde der Sitz nach Osttimor verlegt und man ließ sich auch in Singapur registrieren. Ein drittes Büro gab es in Perth. Ab dem 1. August 2008 bediente sie die Strecke Dili–Singapur mit einem Airbus A319-100 der Silk Air. 2010 erfolgte die Umbenennung in Air Timor.
Air Timor bediente zunächst von Dili aus Singapur sowie Denpasar. Am 4. Januar 2017 teilte Air Timor überraschend mit, dass sie ab dem 10. Januar die Route nach Denpasar einstellt. Als Grund wurde die fehlende Rentabilität genannt, seitdem 2015 der NAM Air von der Regierung Osttimors ebenfalls die Zulassung für die Strecke gegeben wurde. Dadurch seien Überkapazitäten entstanden. Während NAM Air dies ausglich, indem es Passagiere auf Flüge ihrer Muttergesellschaft Sriwijaya Air umbuchte, machte Air Timor täglich 10.000 US-Dollar Verlust. Direktor Abessy Bento kritisierte Vize-Transportminister Inácio Moreira deswegen scharf: Die Politik der Regierung hätte Air Timor zerstört. Das Preisdumping habe auch Auswirkungen auf die Verbindung nach Singapur, weswegen diese von drei- auf zweimal die Woche zurückgefahren wurde. Sollte das Fluggastaufkommen auf der Strecke 2017 nicht ansteigen, sollen auch die Flüge nach Singapur eingestellt werden.
Von Dezember 2017 bis Februar 2018 bot Air Timor mit Maschinen der TransNusa Air Services Flüge nach Kupang an. Ab dem 14. Juni 2019 wurde die Route wieder mit TransNusa angeboten. Ab Januar 2020 wird Air Timor die Route Singapur–Dili mit einem Airbus A319 der Drukair bedienen.
2019 beendete die Silk Air ihren Vertrag mit Air Timor, so dass der letzte Flug auf der Route am 30. März stattfand. Begründet wurde die Beendigung des Vertrages von Singapore Airlines, der Muttergesellschaft von Silk Air, dass man die Flugzeuge zurück in die Flotte führen wolle.
Am 17. Oktober 2019 kündigte Air Timor die Wiederaufnahme der Dili-Singapur-Route am 31. Oktober 2019 an. Zum Einsatz kam ein Airbus A319 von Druk Air, der nationalen Airline aus Bhutan. Die Route wurde zweimal wöchentlich bedient, jeweils donnerstags und sonntags. Für Druk Air bedeutete dies die Weiterführung ihres Singapur-Fluges von Paro (Bhutan).
Die Regierung Osttimors führte Gespräche mit Malaysia. Es gab erste Überlegungen für Flüge nach Kuala Lumpur. Verhandlungen mit der chinesischen Air Travel führten schließlich zu einem Vertrag zum Codesharing. Air Travel wollte Dili als sein erstes Auslandsziel von Hongkong aus anfliegen. Von hier aus sollten andere Ziele in der Region angeflogen werden. Gedacht waren Verbindungen nach Bali, Shenzhen, Perth und Darwin. Eingesetzt werden sollte ein Airbus A319.
Im Juli 2020 wurde Air Timor von einem Investor aus Singapur übernommen. 2021/2022 führt man mit AirAsia Flüge nach Kuala Lumpur aus. Am 17. Dezember 2023 wurde mit einer Maschine der Druk Air nach Singapur der letzte Flug durchgeführt. Danach stellte Air Timor den Betrieb ein.